# Richard Sigel
Richard Sigel (* 2. September 1977 in Münsingen) ist ein deutscher Verwaltungsjurist, Kommunalpolitiker (parteilos) und seit 2015 Landrat des Rems-Murr-Kreises.

## Ausbildung und Beruf
Sigel wuchs in Römerstein auf. Nach dem Abitur in Bad Urach studierte er Rechtswissenschaften an der Ruprecht-Karls-Universität Heidelberg sowie an den Universitäten Cambridge und Krakau. Im Anschluss an sein erstes juristisches Staatsexamen erwarb er einen Mastertitel (LL.M.) in International and Comparative Law an der Universität Uppsala. Mit einer Arbeit über das Thema Herstellergarantien in der Nacherfüllung wurde er 2006 in Heidelberg zum Doktor der Rechte promoviert. Sein Referendariat absolvierte er beim Hanseatischen Oberlandesgericht in Hamburg.
Nach dem zweiten juristischen Staatsexamen war er von 2007 bis 2010 bei der Landesbank Baden-Württemberg tätig, zuletzt als stellvertretender Leiter der Facheinheit Kapitalmarktrechte und Syndikusanwalt. 

## Politische Karriere
In den Jahren 2010 bis 2013 war er im Rems-Murr-Kreis als Dezernent für Verkehr, Recht, Ordnung und Verbraucherschutz zuständig. Am 13. Mai 2013 wurde er vom Kreistag zum Dezernenten des Landkreises Böblingen gewählt und war dann verantwortlich für die Bereiche Steuerung und Service.
Bei der Landratswahl im Rems-Murr-Kreis am 11. Mai 2015 wurde er vom Kreistag im zweiten Wahlgang mit 51 von 83 gültigen abgegebenen Stimmen zum Landrat gewählt. Am 8. Mai 2023 wurde er mit 78 von 83 gültigen abgegebenen Stimmen vom Kreistag für eine zweite Amtszeit wiedergewählt.

## Weitere Ämter
In seiner Funktion als Landrat ist Sigel auch Vorsitzender des Verwaltungsrats der Kreissparkasse Waiblingen und der Abfallwirtschaft Rems-Murr AöR sowie Aufsichtsratsvorsitzender der Rems-Murr-Kliniken, der Kreisbaugesellschaft Waiblingen mbH, der Rems-Murr-Kreis-Immobilien-Management GmbH und der Rems-Murr-Gesundheits GmbH & Co.KG. Außerdem ist Sigel sowohl Präsident als auch Kreisverbandsjustitiar des Deutschen Roten Kreuz Kreisverband Rems-Murr.

## Privates
Richard Sigel ist verheiratet und hat zwei Kinder. Sein Vater Hans war von 1975 bis 1999 Bürgermeister von Römerstein.